# Max Payne
Max Payne é um jogo eletrônico de tiro em terceira pessoa desenvolvido pela Remedy Entertainment e atualmente pela Rockstar Studios. A série tem o nome de seu protagonista, Max Payne, um policial com sede de vingança pela morte de sua família. O primeiro jogo da série, Max Payne, foi lançado em 2001 para PC, Xbox e PlayStation 2 e em 2002 para Mac OS. Max Payne 2: The Fall of Max Payne foi lançado em 2003. Uma versão de Max Payne foi lançada para o Game Boy Advance em 2003. Em 2008, um filme do jogo com o mesmo nome foi lançado. Em 2009, a Rockstar anunciou Max Payne 3, desenvolvido pela Rockstar Studios, que ocorreria no Inverno de 2009, porém foi adiado e lançado durante maio de 2012 para PC, Xbox 360 e PlayStation 3.
O jogo é conhecido pela utilização do bullet time. A série alcançou níveis variados de sucesso. Tanto Max Payne como Max Payne 2 foram bem recebidos pelos críticos, apesar das vendas da sequela terem sido consideradas inferiores. O filme não judicial, que incluiu Mark Wahlberg como Max Payne, recebeu críticas e opiniões negativas.

## Jogos

### Max Payne
O agente renegado do DEA e ex-oficial da NYPD, Max Payne, tenta caçar os responsáveis pelo assassinato de sua esposa e filha, bem como os que o acusaram pelo assassinato de seu parceiro, Alex Balder. No desenrolar da história, ele ganha um número de "aliados" – muitos deles são mortos na sequela - incluindo um gângster da máfia russa, chamado Vladimir Lem, e Mona Sax, uma vigilante feminina que quer vingar a morte de sua irmã gêmea, Lisa, e consegue derrubar os líderes em uma grande operação para um narcótico chamado V ou Valkyr (Valquíria) - através das figuras mitológicas da mitologia nórdica.

### Max Payne 2: The Fall of Max Payne
Max Payne foi capturado pela polícia e está prestes a enfrentar acusações de sua matança. No entanto, ele foi eventualmente inocentado de todas as acusações, graças ao seu relacionamento com um membro muito influente da sociedade, o Senador Alfred Woden. Alguns anos se passaram, e Max voltou a trabalhar para a polícia de Nova York como detetive de homicídios. No entanto, durante uma investigação de assassinato de rotina, ele encontra-se cara-a-cara, mais uma vez com a fugitiva Mona Sax, que pensou que estava morta. Max e Mona se unem para resolver as respostas para o passado de Max que deixou sua esposa e filha mortas.

### Max Payne 3
Max Payne já deixou tanto a NYPD como Nova York em si e agora está trabalhando como segurança privado em São Paulo, Brasil. No entanto, quando a esposa de seu chefe é sequestrada por uma gangue de rua local, Max e seu velho amigo Raul Passos unem forças em uma tentativa de resgatá-la, acendendo uma guerra que vai levá-los a enfrentar uma grande conspiração.

### Ordem de lançamentos
| Título      | Publicadora                                                               | Protagonista | Desenvolvedora                        | Local em que se passa | Data de Lançamento |
| ----------- | ------------------------------------------------------------------------- | ------------ | ------------------------------------- | --------------------- | ------------------ |
| Max Payne   | Gathering of Developers, Feral Interactive, MacSoft Games, Rockstar Games | Max Payne    | Remedy Entertainment                  | Nova York             | 2001               |
| Max Payne 2 | Rockstar Games                                                            | Max Payne    | Remedy Entertainment, Rockstar Vienna | Nova York             | 2003               |
| Max Payne 3 | Rockstar Games                                                            | Max Payne    | Rockstar Studios                      | São Paulo, Brasil     | 2012               |

## Filme

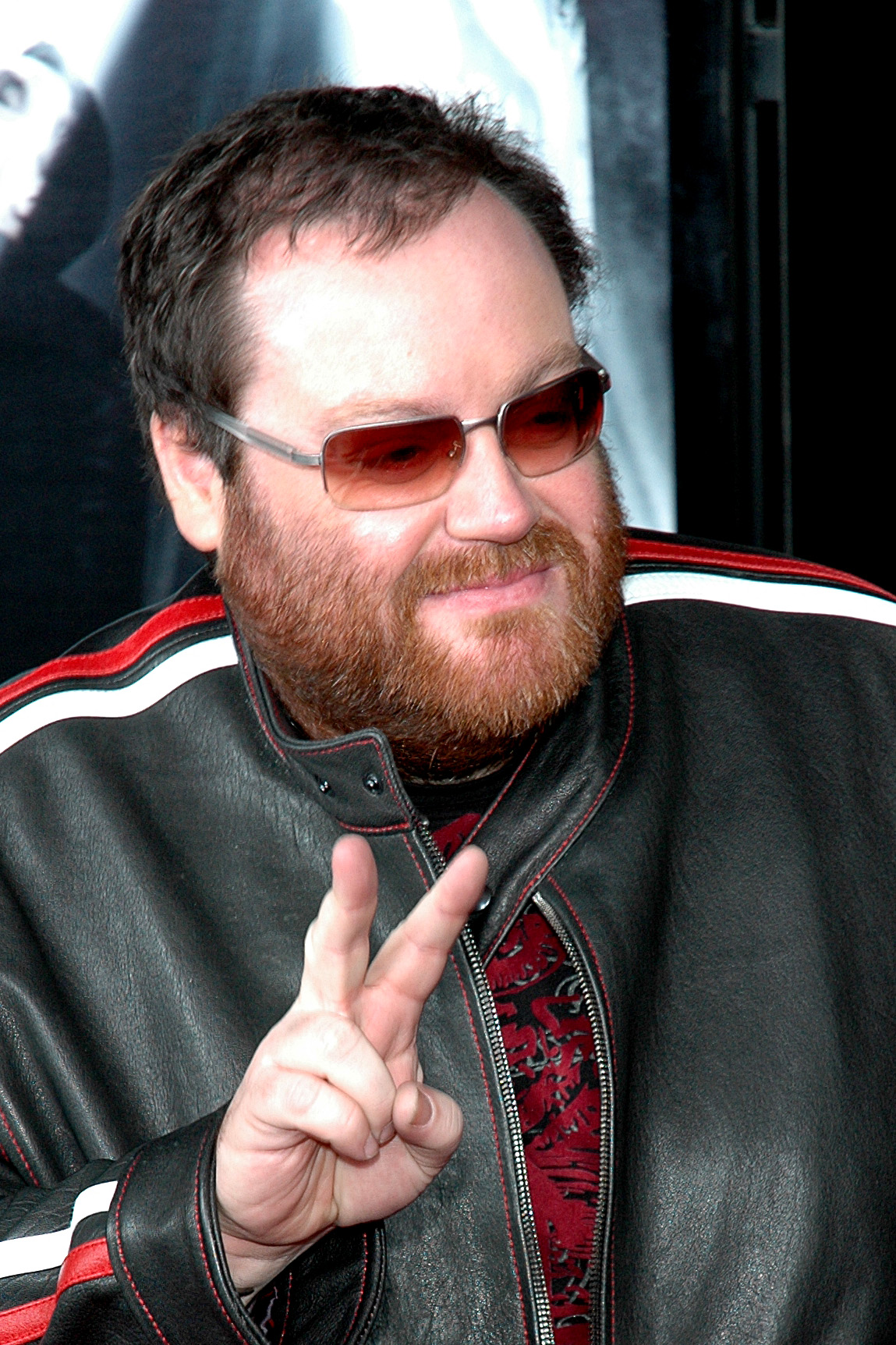
John Moore, diretor do filme Max Payne.

O filme foi lançado 16 de outubro de 2008 e em 31 de outubro de 2008 no Brasil. O filme tem a direção de John Moore, roteiro de Beau Thorne e é baseado nos personagens criados por Sam Lake para o jogo. Trará de volta o detetive Max Payne que é interpretado por Mark Wahlberg.
O policial Max Payne (Mark Wahlberg) tinha uma vida feliz até que sua mulher e seu filho foram assassinados por três homens que invadiram sua casa. O crime muda completamente as atitudes do detetive, que se torna alguém obcecado em encontrar o único assassino que conseguiu sair vivo do local. Trabalhando na divisão de casos não solucionados, ele passa seus horários de folga seguindo seu cargo, com ainda mais afinco, mas apenas no caso de seus familiares.
Quando conhece a bela Natasha (Olga Kurylenko), Max acredita que está próximo de encontrar pistas sobre o culpado, mas a russa é brutalmente morta logo após o encontro. Seu ex-parceiro, Alex, descobre uma pista que pode ajudá-lo, mas também é assassinado e Payne passa a ser investigado pelos dois crimes. Sem o apoio da corporação, o policial imagina que as mortes estão relacionadas à de sua esposa, mas a única pista que tem é uma tatuagem. Porém, ele contará com a ajuda da assassina Mona (Mila Kunis), irmã de Natasha.
Durante as investigações, Max Payne e Mona percebem que há algo de sobrenatural no caso. Anjos das sombras estão sempre rondando quase todos os envolvidos e, muitas vezes, causando suas mortes. Tudo indica que eles sejam controlados por um violento homem, Lupino. Quanto mais a dupla investiga, mais percebe que há muito por trás deste caso. Decididos a solucionar os crimes, eles entrarão cada vez mais em um universo violento cercado por drogas e seres sobrenaturais.
Curtas-metragens feitos por fãs incluem Max Payne: Hero (Chris Chen, 2003) e Max Payne: The Beginning of the End (Zapruder Pictures Production, 2006).
Há um projeto de filme independente Payne and Redemption que está em produção há anos e continua atualmente. Em abril de 2008, a 20th Century Fox enviou uma carta ao escritor e diretor Fergle Gibson, pedindo o imediato "cessar e desistir" de sua obra. Devido à possibilidade de ter o estúdio de cinema começar com ações legais contra ele para o uso não consentido da marca Max Payne, ele decidiu tirar o nome do personagem do título da trama e do filme.
Outro novo curta-metragem feito por um fã, Max Payne: Valhalla, foi lançado em maio de 2012. O projeto foi financiado pelo crowdfunding.

## Personagens
- Max Payne - é um policial de Nova Iorque. Em Max Payne, na sequência do assassinato de sua esposa e filho pela droga chamada valquíria, Max transferiu-se para o DEA a fim de se infiltrar nos cartéis de tráfico de Valquíria. No entanto, Max é incriminado injustamente pelo homicídio de Alex Balder, um amigo e colega da DEA. A Polícia de Nova York emite um mandado de captura sobre Max e fortemente persegue-o, forçando-o a tornar-se um fugitivo, enquanto este busca pela verdade sobre a valquíria e do assassinato de sua família. Em Max Payne 2, dois anos após o enredo do jogo original, Max é um detetive da Polícia de Nova York encarregado de investigar uma série de assassinatos contratados por uma equipe de assassinos profissionais denominada Limpadores quando ele encontra Mona Sax, uma assassina profissional. Max então apaixona-se por Mona, mas esta acaba por morrer. No filme ele foi interpretado por Mark Wahlberg.

- Mona Sax - é uma assassina contratada. Em Max Payne, Mona encontra Max depois que ele mata Jack Lupino. Ela atacadores sua bebida com um sedativo e deixa-lo à força para a Máfia interrogá-lo. Reúnem-se novamente mais tarde, enquanto ela procura para vingar o assassinato da irmã dela. No entanto, ela é baleado e morto assumida. Em Max Payne 2, Max encontra seu contrato enquanto investigando assassinatos. Eles se tornam romanticamente envolvida enquanto investigando uma conspiração. Ela foi interpretada por Mila Kunis no filme Max Payne.

- Jim Bravura - é um veterano da NYPD. Em Max Payne, ele é o vice-chefe da polícia, e juntamente com o NYPD fortemente prosseguir Max depois que ele se acredita ter assassinado um agente da DEA e tornar-se um fugitivo. Em Max Payne 2, Jim foi auto-rebaixado e serve como superior de max em sua delegacia. Depois que um ataque é feito em sua estação, Jim está ferido de um tiro. Próximo ao fim do jogo, Max pode ver uma reportagem que diz que Bravura sobreviveu e está em condição estável. No filme de Max Payne ele foi interpretado por Ludacris.

- Vladimir Lem - é um suave, antiquado gângster russo. Em Max Payne, está em guerra com a Máfia, e em menor numero, ainda assim consegue voltar a greve contra Jack Lupino. Ele forja um acordo com Max, para ganhar a posse de um cargueiro cheio de armamento militar que havia sido apreendida por Max's e seu adversário, Don Punchinelo. Em Max Payne 2 ele demonstrou ser uma pessoa legitima, abrindo um novo e moderno restaurante chamado Vodka.

- Vinnie Gognitti - é um mafioso no Punchinelo família. Em Max Payne está na Máfia do Capitão Jack Lupino, ele é retratado como covarde, mas inteligente, com um pendor para abusar de parceiros sexuais que incluem as meninas menores de chamada. Max feridas dele e ele persegue há vários quarteirões para aprender o paradeiro de Jack Lupino. Em Max Payne 2 ele ascendeu à categoria de capo, presumivelmente devido ao elevado número de perdas na família. Ele é menos ameaçador desta vez ao redor, e está novamente em guerra com a máfia russa.

- Alfred Woden - em Max Payne ele é apresentado como um membro do alto escalão do circulo, e concorda em ver que Payne evita acusação de seus crimes que ele deveria neutralizar um inimigo comum. Em Max Payne 2 ele retorna, agora atingido com câncer e confinado a uma cadeira de rodas, e está envolvido na conspiração em torno do qual o jogo é centrado.

- Jack Lupino - Como um bandido de rua comum, Jack Lupino foi o melhor em geral um homem da máfia. Dê-lhe um pouco de poder e, bem, ele tenta o fim do mundo. Cérebro embebido com a droga V & embriagado com o poder, Lupino se vê como o lobo Fenris, o prenúncio do fim do mundo na mitologia nórdica. A "carne dos anjos caídos" ou suas vítimas no The Game mob, dá-lhe o sangue sacrifícios necessários para convocar os deuses do caos e da destruição. Felizmente, ele não é realmente uma divindade de caos; Max comprova que ele é muito mortal, de fato. Não é um personagem complicado, mas ele é importante porque ele representa o elo de The Game entre a criminalidade de rua e do mal. Ele também é a porta de Mona Sax, um jogador muito importante, pois o progresso jogos de primeira e segunda.